# Школа права Квиннипэкского университета
Школа права Квиннипэкского университета (англ. Quinnipiac University School of Law) — структурное подразделение Квиннипэкского университета, расположенное в Норт-Хейвене (штат Коннектикут, США). Основана в 1990 году. Член Американской ассоциации школ права. В рейтинге U.S. News & World Report 2021 года занимает 122 место среди профессиональных школ права США .

## История
В начале 1990-х годов Бриджпортский университет (Бриджпорт, штат Коннектикут) переживал серьезные  финансовые проблемы. Школа права Бриджпортского университета получила предложения о переходе от нескольких университетов США. Преподаватели и студенты Школы права Бриджпортского университета проголосовали о присоединении к Квиннипэкскому колледжу.  Благодаря этому в 1995 году Квиннипэкский колледж (с 2000 года — Квиннипэкский университет) смог аккредитовать право на подготовку и присуждения степени доктор права.

## Образовательные программы
Школа права предлагает образовательные программы на степень магистра делового администрирования (МВА), магистра права (LL.M) и доктора юридических наук (J.D.). Стоимость обучения составляет 50,44 тыс. долларов в год.

## Библиотека
Фонды библиотеки Школы права составляют более 450 тыс. томов. Кроме того, по соглашению между университетами, студенты Школы права Квиннипэкского университета могут пользоваться фондами библиотеки Школы права Йельского университета, которые насчитывают около 800 тыс. томов.

## Кампус
Осенью 2014 года Школа права переехала в новые здания, которые расположены в кампусе в Северном Хейвене.